# Hall County (Texas)
Das Hall County ist ein County im Bundesstaat Texas der Vereinigten Staaten. Das U.S. Census Bureau hat bei der Volkszählung 2020 eine Einwohnerzahl von 2.825 ermittelt. Der Sitz der County-Verwaltung (County Seat) befindet sich in Memphis.

## Geographie
Das County liegt nördlich des geographischen Zentrums von Texas im Texas Panhandle, etwa 40 km vor Oklahoma und hat eine Fläche von 2342 Quadratkilometern, wovon 3 Quadratkilometer Wasserfläche sind. Es grenzt im Uhrzeigersinn an folgende Countys: Donley County, Collingsworth County, Childress County, Cottle County, Motley County und Briscoe County.

## Geschichte
Hall County wurde am 21. August 1876 aus Teilen des Bexar County und Young County gebildet und die Verwaltungsorganisation am 23. Juni 1890 abgeschlossen. Benannt wurde es nach Warren D. C. Hall (1788–1867), der als junger Erwachsener im Mexikanischen Unabhängigkeitskrieg diente. Später wurde er Adjutant General und Kriegsminister der Republik Texas.
Zwei Bauwerke des Countys sind im National Register of Historic Places (NRHP) eingetragen (Stand 21. Juni 2019), das Hall County Courthouse und das Hotel Turkey.

## Demografische Daten
Nach der Volkszählung im Jahr 2000 lebten im Hall County 3.782 Menschen in 1.548 Haushalten und 1.013 Familien. Die Bevölkerungsdichte betrug 2 Einwohner pro Quadratkilometer. Ethnisch betrachtet setzte sich die Bevölkerung zusammen aus 71,97 Prozent Weißen, 8,22 Prozent Afroamerikanern, 0,53 Prozent amerikanischen Ureinwohnern, 0,16 Prozent Asiaten und 17,90 Prozent aus anderen ethnischen Gruppen; 1,22 Prozent stammten von zwei oder mehr Ethnien ab. 27,50 Prozent der Einwohner waren spanischer oder lateinamerikanischer Abstammung.
Von den 1.548 Haushalten hatten 28,2 Prozent Kinder oder Jugendliche, die mit ihnen zusammen lebten. 53,7 Prozent waren verheiratete, zusammenlebende Paare 9,0 Prozent waren allein erziehende Mütter und 34,5 Prozent waren keine Familien. 32,4 Prozent waren Singlehaushalte und in 19,6 Prozent lebten Menschen im Alter von 65 Jahren oder darüber. Die durchschnittliche Haushaltsgröße betrug 2,42 und die durchschnittliche Familiengröße betrug 3,06 Personen.
27,2 Prozent der Bevölkerung war unter 18 Jahre alt, 6,8 Prozent zwischen 18 und 24, 22,1 Prozent zwischen 25 und 44, 22,4 Prozent zwischen 45 und 64 und 21,5 Prozent waren 65 Jahre alt oder älter. Das Medianalter betrug 40 Jahre. Auf 100 weibliche Personen kamen 91,7 männliche Personen und auf 100 Frauen im Alter von 18 Jahren oder darüber kamen 86,5 Männer.
Das jährliche Durchschnittseinkommen eines Haushalts betrug 23.016 USD, das Durchschnittseinkommen einer Familie betrug 27.325 USD. Männer hatten ein Durchschnittseinkommen von 22.167 USD, Frauen 19.050 USD. Das Prokopfeinkommen betrug 13.210 USD. 21,6 Prozent der Familien und 26,3 Prozent der Einwohner lebten unterhalb der Armutsgrenze.

## Orte im County
- Brice
- Eli
- Estelline
- Lakeview
- Lesley
- Memphis
- Newlin
- Parnell
- Plaska
- South Brice
- Turkey